# Simone Leigh
Pour les articles homonymes, voir Leigh.
Simone Leigh est une artiste américaine de Chicago née en 1968 de parents jamaïcains. Elle travaille à New York, aux États-Unis. Elle utilise différents disciplines artistiques dont la sculpture, l'installation vidéo et la pratique sociale. Elle enseigne au département de céramique de l'école de design de Rhode Island. Leigh décrit son travail comme étant « auto-ethnographique » et ses intérêts incluent l'art africain, les objets vernaculaires, la performance et le féminisme. Son travail s'intéresse à la marginalisation des femmes de couleur et considère leur expérience comme un élément central de la société américaine.

## Travail artistique

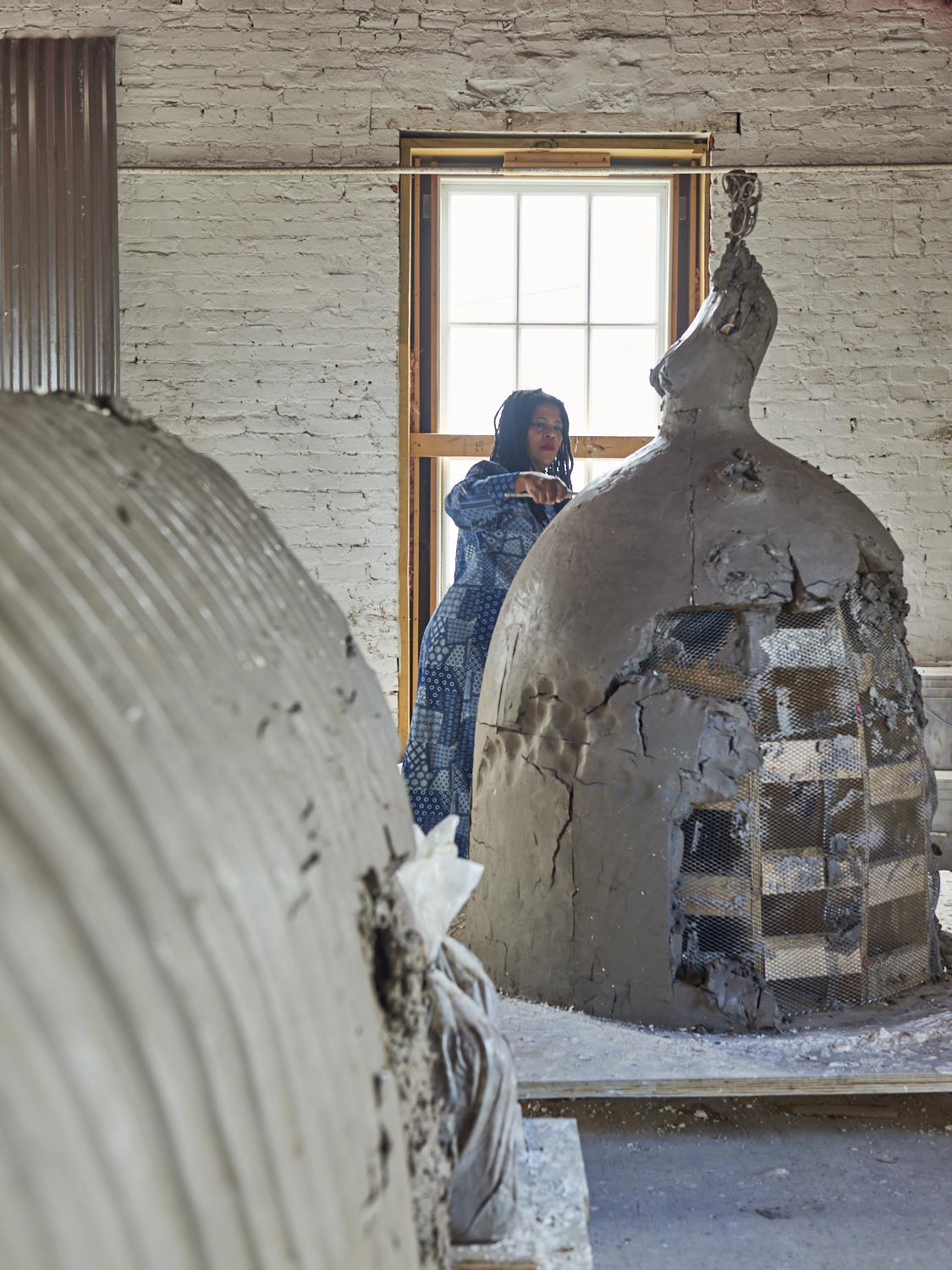
Simone Leigh sculptant dans son atelier à Philadelphie (Pennsylvanie) en 2019.

Simone Leigh a créé la Free People's Medical Clinic, un projet de pratique sociale développé avec le collectif Creative Time en 2014. L'installation était située dans le quartier Bedford-Stuyvesant au cœur de Brooklyn à New York dans un bâtiment datant de 1914, propriété du célèbre médecin afro-américain Josephine English (1920–2011). En hommage à cette histoire, Leigh a créé un centre de santé sans rendez-vous proposant des séances de yoga, de nutrition et de massage, animé par des bénévoles en uniforme d'infirmière du XIXe siècle.  En 2022, elle représente les Etats-Unis d'Amérique à la Biennale de Venise. 

## Prix et distinctions
En 2016, elle reçoit le prix Anonymous Was A Woman. En octobre 2018, le prix Hugo Boss 2018 lui est décerné au Musée Guggenheim de New-York qui va exposer son travail en avril 2019. L’artiste américaine reçoit une dotation de 100 000 dollars (87 000 euros). 

## Exposition
- 2016 : Hammer Projects: Simone Leigh, Hammer Museum, Los Angeles[8]
- 2016 : Psychic Friends Network, Tate Modern, London[9]
- 2016 : The Waiting Room, The New Museum, New York, New York[2]